# Hans van den Hende
Johannes Harmannes Jozefus van den Hende, conosciuto anche come Hans van den Hende (Groninga, 9 gennaio 1964), è un vescovo cattolico olandese.

## Biografia
Nato a Groninga, nell'omonima provincia e diocesi di Groninga-Leeuwarden, ha frequentato le scuole superiori a Haren.

### Formazione e ministero sacerdotale
Ha studiato filosofia e teologia all'Università Cattolica di Utrecht. È stato ordinato presbitero il 6 aprile del 1991.
Dal 1994 è stato prima vicario parrocchiale e successivamente parroco a Zorgvlied, Oosterwolde e Gorredijk.
Il 1º gennaio 2000 è stato nominato vicario generale della diocesi di Groninga-Leeuwarden.
Nel 2002 ha ottenuto presso la Pontificia Università Gregoriana il dottorato di diritto canonico con una dissertazione sul cambio del ruolo delle conferenze episcopali col Concilio Vaticano II.

### Ministero episcopale
Il 9 settembre 2006 è stato nominato da Papa Benedetto XVI vescovo coadiutore di Breda, ricevendo la consacrazione episcopale il 25 novembre dello stesso anno dal vescovo di Breda, Martinus Petrus Maria Muskens, co-consacranti il vescovo emerito di Breda Hubertus Cornelis Antonius Ernst e il vescovo di Groninga-Leeuwarden Willem Jacobus Eĳk.
Il 31 ottobre 2007 è succeduto come vescovo di Breda a monsignor Muskens dimissionario.
Il 10 maggio 2011 è stato nominato vescovo di Rotterdam da papa Benedetto XVI, succedendo a Adrianus Herman van Luyn, anch'egli dimissionario per limiti di età.
Dal 14 giugno 2016 è presidente della Conferenza episcopale dei Paesi Bassi.

## Genealogia episcopale
La genealogia episcopale è:
- Cardinale Scipione Rebiba
- Cardinale Giulio Antonio Santori
- Cardinale Girolamo Bernerio, O.P.
- Arcivescovo Galeazzo Sanvitale
- Cardinale Ludovico Ludovisi
- Cardinale Luigi Caetani
- Cardinale Ulderico Carpegna
- Cardinale Paluzzo Paluzzi Altieri degli Albertoni
- Papa Benedetto XIII
- Papa Benedetto XIV
- Papa Clemente XIII
- Cardinale Marcantonio Colonna
- Cardinale Giacinto Sigismondo Gerdil, B.
- Cardinale Giulio Maria della Somaglia
- Cardinale Carlo Odescalchi, S.I.
- Vescovo Eugène de Mazenod, O.M.I.
- Cardinale Joseph Hippolyte Guibert O.M.I.
- Cardinale François-Marie-Benjamin Richard
- Cardinale Pietro Gasparri
- Cardinale Paolo Giobbe
- Cardinale Bernard Jan Alfrink
- Vescovo Hubertus Cornelis Antonius Ernst
- Vescovo Martinus Petrus Maria Muskens
- Vescovo Johannes Harmannes Jozefus van den Hende